# Une épreuve difficile
Pour plus de détails, voir Fiche technique et Distribution.
Une épreuve difficile est un film muet français réalisé par Lucien Nonguet, sorti en 1910.

## Fiche technique
- Titre : Une épreuve difficile
- Titre alternatifs : Max et l'Edelweiss, Max dans les Alpes
- Titre anglophone (Royaume-Uni) : A Difficult Task
- Titre anglophone (États-Unis) : Max in the Alps
- Réalisation : Lucien Nonguet
- Scénario : Max Linder
- Producteur :
- Société de production : Pathé Frères
- Société de distribution : Pathé Frères (France), General Film Company (États-Unis)
- Pays de production :  France
- Langue : film muet avec les intertitres en français
- Métrage : 190 m
- Format : Noir et blanc — 35 mm — 1,33:1 — Muet
- Genre : Comédie
- Durée : 6 minutes et 20 secondes
- Dates de sortie : 
  - France : 5 novembre 1910

## Distribution
- Max Linder : Max